# Jean-Marie Domenach
Pour les articles homonymes, voir Domenach.
Jean-Marie Domenach, né le 13 février 1922 dans le 2e arrondissement de Lyon et mort le 5 juillet 1997 dans le 14e arrondissement de Paris,, est un résistant, écrivain et intellectuel français catholique. Il fut l'un des représentants du courant appelé personnaliste.

## Biographie
Né à Lyon en 1922, Jean-Marie Domenach étudie au lycée Saint-Marc puis entre en classe préparatoire littéraire au lycée du Parc. D'une famille originaire d'Olette en Catalogne française, son père ingénieur Louis Domenach (1888 - 1968) s'est fixé à Lyon où il était directeur technique des câbles.
En 1941-1942, il anime la résistance des étudiants de l'Université de Lyon avec son ami Gilbert Dru. Stagiaire à l'École des cadres d'Uriage, il rejoint plus tard, en août 1943, le maquis du Vercors. Il dirige en 1945 la revue des Forces françaises de l'intérieur, Aux armes !.
Secrétaire, de 1946 à 1957, de la revue personnaliste Esprit, fondée par Emmanuel Mounier, il en reprend la direction après le décès de Mounier et de son successeur Albert Béguin, de 1957 à 1976. Avec Mounier, il soutient en 1949 la parution du Deuxième sexe de Simone de Beauvoir. À partir des années 1950, la revue contribue à la création d'une gauche modérée (anti-communiste) en France, soutenant en particulier les dissidents du bloc de l'Est. Les critiques à l'égard de l'URSS n'empêchent cependant pas Domenach de s'opposer à la communauté européenne de défense, se plaçant ainsi en porte-à-faux vis-à-vis du MRP démocrate-chrétien dont il est par ailleurs proche. Domenach fait connaître en France, après mai 68, Ivan Illich, et ses idées d'autonomie, d'écologie politique, de convivialité. Il introduit également l'idée de sérendipité.
Militant au lendemain de la guerre dans le Mouvement de la paix, dont il est ensuite exclu pour avoir refusé de dénoncer en Tito un « agent de l'impérialisme américain », Domenach lutte pour la décolonisation en Indochine et en Algérie, soutenant de Gaulle. Il témoigne en 1951 lors des procès de l'Organisation spéciale (OS), affiliée au MTLD de Messali Hadj, où la défense avait allégué la pratique de la torture pour extorquer des aveux. Il participe aux Brigades de travail en Yougoslavie à la même époque.
Il est membre de la rédaction du journal clandestin Vérité-Liberté qui, en 1960, publie le Manifeste des 121, titré « Déclaration sur le droit à l’insoumission dans la guerre d’Algérie » et signé par des intellectuels, universitaires et artistes.
Il crée le 8 février 1971 avec Michel Foucault et Pierre Vidal-Naquet le Groupe d'information sur les prisons. Il participa, en 1974, aux « Assises du socialisme » organisées par le Parti socialiste. En 1978, il soutient les boat-people vietnamiens, avec, notamment, Raymond Aron et Jean-Paul Sartre.
À partir de 1978, il prend part au Comité des intellectuels pour l'Europe des libertés.
Directeur des études du Centre de formation des journalistes de 1978 à 1980, il est ensuite, de 1980 à 1987, professeur au Département des humanités et sciences sociales de l'École polytechnique, où il dispense notamment un cours intitulé « Approches de la modernité ».
Il y fonde en 1982 avec Jean-Pierre Dupuy, sur la base de réflexions préliminaires de Jean Ullmo, un centre de recherches en sciences cognitives et épistémologie, le CREA, dont une partie des travaux seront consacrés à la pensée de René Girard.
Il a tenu des chroniques dans plusieurs revues dont le magazine canadien Maclean's, L'Expansion, et France catholique. Il a participé au club « Politique autrement ».
Il meurt à 75 ans, le 5 juillet 1997 d’une crise cardiaque. Il a été inhumé à Saint-Beauzire dans la Haute-Loire.
Epoux de Nicole Flory (1922-2011), il est le père de Jean-Luc Domenach et de Nicolas Domenach, et le grand-père de l'auteure et réalisatrice Léa Domenach ainsi que du journaliste Hugo Domenach.

## Distinctions
- Officier de la Légion d'honneur
- Médaille de la Résistance française (10 janvier 1947)[10]

## Publications
- La propagande politique, Paris, Presses universitaires de France, coll. « Que sais-je ? », n° 448, vers 1950 (8e édition mise à jour, 1979),
- Barrès par lui-même, Paris, Seuil, 1954
- Le retour du tragique, Paris, Seuil, coll. « La condition humaine », 1967 (rééd. Seuil, coll. « Points », 1973)
- Emmanuel Mounier, Paris, Seuil, coll. « Écrivains de toujours », 1972
- Le christianisme éclaté, avec Michel de Certeau, Paris, Seuil, 1974
- Le sauvage et l'ordinateur, Paris,  Seuil, coll. « Points », 1976
- Ce que je crois, Paris, Grasset, 1978.
- Enquête sur les idées contemporaines, Paris, Seuil, vers 1981 (rééd. Seuil, coll. « Points », 1984)
- Lettre à mes ennemis de classe, Paris, Seuil, 1984.
- Des idées pour la politique, Paris, Seuil, 1988.
- Ce qu'il faut enseigner: pour un nouvel enseignement général dans le secondaire, Paris,  Seuil, 1989
- Europe : le défi culturel, Paris, La Découverte, 1990
- À temps et à contretemps, Paris, Éditions Saint-Paul, 1991
- Une morale sans moralisme, Paris, Flammarion, 1992
- La responsabilité : essai sur le fondement du civisme, Paris, Hatier, 1994
- Le testament inachevé. Entretiens du cardinal Decourtray avec Nicolas Domenach et Maurice Szafran, Flammarion, 1994
- Approches de la modernité, Paris, Ellipses, 1995, 320 p. (ISBN 2-7298-9564-7) (texte de ses leçons à l'École polytechnique)
- Le crépuscule de la culture française ?, Paris, Plon, 1995
- Regarder la France : Essai sur le malaise français, Paris, Éditions Perrin, 1997, 204 p. (ISBN 2-262-01314-4).
- Beaucoup de gueule et peu d'or : journal d'un réfractaire (1944-1977), Paris, Seuil, 2001

## Participation ouvrage collectif
- Hervé Bazin, Marc Beigbeder, Jean-Marie Domenach, Francis Jeanson, Michel Leiris, Jacques Madaule, Marcel Mer, Jean Painlevé, Roger Pinto, Jacques Prévert, Roland de Pury, J.H. Roy, Vercors et Louis de Villefosse (préf. Jean-Paul Sartre), L'Affaire Henri Martin : Commentaire de Jean-Paul Sartre (Collectif), Paris, Gallimard, coll. « nrf / Hors série Connaissance », 29 octobre 1953, 296 p. (ISBN 2-07-024836-4, présentation en ligne).

### Autres sources
- Bibliographie commentée sur le site de France culture
- Numéro de juillet 1998 de la revue Esprit : « L'esprit Jean-Marie Domenach, 1922-1977 »
- Sur France Culture, émission Une vie, une œuvre produite par Catherine Soullard, diffusée le 21 mai 2000, avec Nicole Domenach, Jean-Pierre Dupuy, Olivier Mongin, Alfred Simon et Paul Thibaud
- Dossier sur Jean-Marie Domenach dans l'encyclopédie de l'Agora
- Site de la revue Esprit